# Banda traçada
 (décembre 2022).
Si vous disposez d'ouvrages ou d'articles de référence ou si vous connaissez des sites web de qualité traitant du thème abordé ici, merci de compléter l'article en donnant les références utiles à sa vérifiabilité et en les liant à la section « Notes et références ».
La banda traçada ("croche-pied tracé", en portugais), également appelée banda jogada ("croche-pied jeté"), est une technique de fauchage en capoeira semblable à la banda de frente, sauf qu'elle est précédée d'un coup de genou à la cuisse. Ensuite, on effectue le croche-pied avec le talon et le mollet.